# Bracon acrobasidis
Bracon acrobasidis är en stekelart som beskrevs av Muesebeck 1963. Bracon acrobasidis ingår i släktet Bracon och familjen bracksteklar. Inga underarter finns listade.